# 掛田町
掛田町（かけだまち）は、かつて福島県伊達郡にあった町。

## 歴史
- 1889年（明治22年）4月1日 - 町村制施行により掛田村が単独で村制施行し伊達郡掛田村が発足。
- 1898年（明治31年）1月21日 - 町制施行して掛田町となる。
- 1955年（昭和30年）1月31日 - 伊達郡石戸村、小国村、霊山村と合併し霊山町となり消滅。